# Chrysacanthia
Chrysacanthia är ett släkte av insekter. Chrysacanthia ingår i familjen guldögonsländor.
Kladogram enligt Catalogue of Life:
| Chrysacanthia | \| \| Chrysacanthia esbeniana \| \| \| \| \| \| Chrysacanthia hainana \| \| \| \| \| \| Chrysacanthia varicella \| \| \| \| |
|               | \| \| Chrysacanthia esbeniana \| \| \| \| \| \| Chrysacanthia hainana \| \| \| \| \| \| Chrysacanthia varicella \| \| \| \| |
|               | Chrysacanthia esbeniana |
|               | |
|               | Chrysacanthia hainana |
|               | |
|               | Chrysacanthia varicella |
|               | |